# Sở Cảnh sát Los Angeles
Los Angeles Police Department (tạm dịch: Sở cảnh sát thành phố Los Angeles) (L.A.P.D) là cơ quan thực thi pháp luật tại thành phố Los Angeles, California với quân số dưới 10.000 nhân viên cảnh sát  và hơn 3.000 nhân viên dân sự hỗ trợ trải đều trên khu vực 1,290 km² với dân số hơn 3.8 triệu người, đây là cơ quan thực thi pháp luật lớn hàng thứ 3 tại Hoa Kỳ chỉ sau Sở cảnh sát thành phố New York và Sở cảnh sát thành phố Chicago.
L.A.P.D được tiểu thuyết hóa trong nhiều bộ phim, tác phẩm và các chương trình truyền hình trong suốt chiều dài lịch sử của Sở. Có rất nhiều vụ tai tiếng liên quan đến Sở như phân biệt chủng tộc, nạn bạo hành của nhân viên cảnh sát và tệ tham nhũng.

## Lịch sử
Lực lượng cảnh sát Los Angeles đầu tiên được xây dựng vào năm 1853 với tên gọi Đội Biệt kích từ các thành viên tình nguyện trong lực lượng vũ trang của hạt. Đội Biệt kích được thay thế bằng đội Cảnh vệ tình nguyện của thành phố. Không đội nào hoạt động hiệu quả dẫn đến thành phố Los Angeles trở nên đình đám với bạo động, bài bạc và mại dâm. Đội cảnh sát chuyên nghiệp đầu tiên được thành lập vào năm 1869 với 6 sĩ quan phục vụ dưới quyền của Cảnh sát trưởng William C. Warren. Vào năm 1990, số sĩ quan tăng lên 70 người dưới thời John M. Glass vào khoảng 1 cảnh sát trên 1,500 dân. Năm 1903, lực lượng được tăng lên 200 người dưới đạo luật Dịch vụ dân sự.
Trong Thế chiến hai, nhân lực của cục bị giảm sút rất nhiều do nhiều người đã nhập ngũ để chiến đấu. Mặc dù lực lượng đã mỏng, nhưng Cục vẫn ra sức để giải quyết cuộc náo loạn được biết dưới tên Zoot Suit Riots năm 1943.
Tướng về hưu thuộc Thủy quân lục chiến Hoa Kỳ, William A. Worton đã thay thế Horrall làm Quyền Cảnh sát trưởng cho đến năm 1950. Sau đó William H. Parker được chọn và phục vụ cho đến khi chết vào năm 1966. Parker chủ trương tuyển dụng nhân sự từ dân chúng và tạo ra một lực lượng cảnh sát chuyên nghiệp và biệt lập. Tuy nhiên, vụ tai tiếng mang tên Bloody Christmas vào năm 1951 đã buộc cảnh sát phải có trách nhiệm giải trình dân sự và chấm nạn bạo hành của nhân viên thực thi pháp luật.
Dưới thời của Parker, Thanh tra Daryl Gates  đã thành lập nên đội Cảnh sát Cơ động S.W.A.T đầu tiên trong lực lượng hành pháp Hoa Kỳ  Sĩ quan John Nelson và thanh tra Daryl Gates thiết lập chương trình này vào năm 1965 để đối phó với mối hiểm họa tiềm tàng từ các tổ thức cực đoan như Đảng Báo Đen trong thời kì Chiến tranh Việt Nam.

### Sĩ quan hi sinh
Từ lúc thiết lập Sở Cảnh sát thành phố Los Angeles, đã có 200 sĩ quan hi sinh trong lúc làm nhiệm vụ. Đài kỷ niệm Cảnh sát Los Angeles được đặt bên ngoài tòa nhà Parker Center(được đặt theo tên của Cảnh sát trưởng William H. Parker), được khánh thành vào 1 tháng 10 năm 1971. Tượng kỷ niệm là một đài nước làm từ đá granite đen được khắc tên các sĩ quan cảnh sát hi sinh thân mình trong nhiệm vụ bảo vệ thành phố Los Angeles.
Nguyên nhân hi sinh được liệt kê như sau:
| Nguyên nhân           | Số lượng |
| --------------------- | -------- |
| Tai nạn máy bay       | 8        |
| Tai nạn xe hơi        | 28       |
| Tai nạn xe đạp        | 1        |
| Đánh bom              | 2        |
| Điện giật             | 1        |
| Ngã                   | 1        |
| Lửa                   | 1        |
| Súng bắn              | 99       |
| Súng bắn (Do tai nạn) | 4        |
| Đau tim               | 3        |
| Tai nạn xe máy        | 35       |
| Xe đua đường phố tông | 1        |
| Xe lửa cán            | 4        |
| Tai nạn xe cộ         | 4        |
| Tai nạn tàu lửa       | 1        |
| Tai nạn luyện tập     | 1        |
| Truy đuổi xe cộ       | 2        |
| Xe cộ tấn công        | 4        |

## Tổ chức

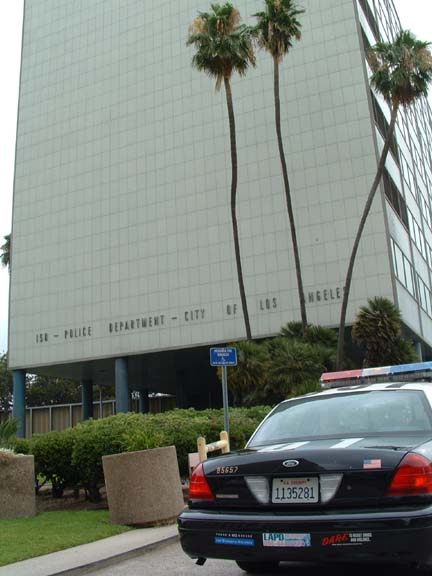
Tòa nhà Parker Center của LAPD

Ban Ủy viên Cảnh sát thành phố Los Angeles có 5 thành viên được chỉ định để giám sát lực lượng L.A.P.D. Ban có trách nhiệm đề ra các điều lệnh và theo dõi mọi hoạt động và cơ chế quản lý của Sở. Cảnh sát trưởng sẽ báo cáo Ban, các phòng ban sẽ báo cáo cho Cảnh sát trưởng. Trụ sở chính từ lâu đời của L.A.P.D là tòa nhà Parker Center, được đặt theo tên của cố Cảnh sát trưởng William H. Parker nằm tại số 150 N. Los Angeles. Còn tòa nhà mới là toàn nhà Hành chính ở số 100 W. đường số 1, ngay phía nam Tòa thị chính Los Angeles.

### Văn phòng Cảnh sát trưởng
Văn phòng Cảnh sát trưởng là tòa nhà hành chính phức hợp gồm văn phòng Ban tham mưu, phòng Nội vụ, phòng Thông tin Công chính và RACR/COMSTAT. Trợ lý đặc vụ của phòng Thực thi Chính sách, bao gồm các đơn vị như: đơn vị về Chiến lược Tài chính, đơn vị Quản lý Rủi ro, đơn vị Kế hoạch và Nghiên cứu, đơn vị Kiểm toán và Thanh tra Nội bộ; Cục Nghiệp vụ, bao gồm các đơn vị như: đơn vị Thanh tra nội bộ, đơn vị Hoạt động Đặc biệt và đơn vị Lực lượng Điều tra; tất cả đều phải báo cáo trực tiếp về cho Cảnh sát trưởng.
Đơn vị Dữ liệu và Phản ứnh nhanh/COMPSTAT là lực lượng lưu trữ hồ sơ tội phạm. Đơn vị đều có cuộc họp hàng tuần với Cảnh sát trưởng và các cảnh sát cao cấp trong tòa nhà Parker mới(Trung tâm Hành chính Cảnh sát). COMPSTAT được William Bratton thiết kế dựa trên đơn vị CompStat của N.Y.P.D vào năm 1994. Ông đã cho áp dụng CompStat phiên bản L.A.P.D năm 2002.

### Văn phòng Điều hành
Hầu hết trong số 10,000 sĩ quan cảnh sát  được Văn phòng Điều hành bổ nhiệm công việc, văn phòng nằm trong Tòa nhà Hành chính Cảnh sát mới. Trợ lý Cảnh sát trưởng sẽ chỉ huy phòng và báo cáo trực tiếp cho Cảnh sát trưởng. L.A.P.D bao gồm 21 đồn, được gọi chính thức là ‘’ "Khu vực"’’ nhưng thường là "Đơn vị". Cả 21 đồn được phân chia địa lý thành 4 phân khu chỉ huy, mỗi phân khu được xem như một "Phân khu". Hai khu vực "Olympic" và "Topanga" mới được thêm vào ngày 4 tháng 1 năm 2009.

#### Điều hành – Phân khu Trung tâm
Phân khu Trung tâm chịu trách nhiệm cho trung tâm Los Angeles và khu Đông Los Angeles, là phân khu phức tạp nhất trong 4 phân khu tuần tra. Phân khu bao gồm 5 đơn vị tuần tra và 1 đơn vị giao thông, chủ yếu giải quyết tai nạn giao thông và đưa trát hầu tòa/đóng phí vi phạm.
Đơn vị Trung tâm
Đồn Trung tâm tuần tra chủ yếu ở khu kinh doanh Los Angeles, bao gồm Tòa nhà Thị chính Los Angeles, Trung tâm Hội nghị Los Angeles, Trung tâm Staples, địa hạt Thời trang và địa hạt Tài chính.
Đơn vị Hollenbeck
Đồn cảnh sát cộng đồng ở Hollenbeck tuần tra phần lớn khu vực phía đông thành phố Los Angeles, bao gồm khu cộng đồng Boyle Heights, Lincoln Heights và El Sereno.
Đơn vị Newton
Đồn Newton tuần tra ở miền nam Los Angeles, cùng một phần ở khu kinh doanh, có một phần ở địa hạt Thời trang.
Đơn vị Đông Bắc
Đồn Đông Bắc chịu trách nhiệm một số phần ở khu trung tâm như Elysian Park và Silver Lake, đại bộ phận phần phía đông của Los Feliz và Hollywood, ngoài ra còn có một số cộng đồng Đông Bắc L.A như Highland Park, Eagle Rock và Glassell Park.
Đơn vị Rampart
Đồn Rampart chịu trách nhiệm cho khu vực Tây và Tây Bắc của khu kinh doanh Los Angeles bao gồm Echo Park, Pico-Union và Westlake, đây là toàn bộ khu vực tuần tra riêng của đơn vị Rampart.

#### Điều hành – Phân khu Nam
Phân khu Nam giám sát khu vực phía Nam Los Angeles chỉ trừ Inglewood và Compton, vì hai khu vực này tách biệt với thành phố và họ sử dụng cơ quan bảo vệ riêng. Phân khu Nam bao gồm 4 đơn vị tuần tra, đơn vị điều tra Án mạng và Tội phạm Băng đảng và một đơn vị giao thông, với nhiệm vụ chủ yếu là giải quyết vụ việc liên quan đến giao thông, thông báo trát hầu tòa/nộp phí và điều tra tai nạn.
Đơn vị đường 77
Đồn đường 77 tuần tra ở khu vực Nam Los Angeles, đại khái là ở khu Đại lộ Vernon, phía Tây Xa lộ Harbor, phía Bắc tuyến đường 42 Bang California và một số điểm ở phía Tây đến hết giao giới của thành phố như Crenshaw, một phần đến biên giới Florence, Trung tâm và Đại lộ Manchester tới Xa lộ Harbor.
Đơn vị Harbor
Đồn Harbor tuần tra hết khu San Pedro, Wilmington và cửa ngõ Harbor phụ thêm phía nam đại lộ Artesia. Đơn vị này thường xuyên hợp tác với lực lượng cảnh sát Cảng Los Angeles. 260 sĩ quan cảnh sát, thanh tra và nhân viên hỗ trợ phải làm việc với ngân quỹ US$40 triệu, trên lãnh thổ 4,600 m2. Đồn nằm tại số 2175 Đại lộ John S. Gibson.
Đơn vị Đông Nam
Đồn Đông Nam cũng tuần tra ở khu Nam Los Angeles giống đơn vị đường 77. Khu vực của họ nằm đến biên giới phía Bắc thành phố tại Đại lộ Artesia, bao gồm Watts và khu Nam Đại lộ Manchester.
Đơn vị Tây Nam
Đồn Tây Nam chịu trách nhiệm khu vực Nam Xa lộ Santa Monica, Tây Xa lộ Harbor, Bắc Đại lộ Vernon và Đông khu vực thành phố Culver/Lennox/Baldwin Hills. Khu vực này bao gồm Đại học Nam California và Exposition Park.

#### Điều hành – Phân khu Valley
Phân khu Valley là phân khu lớn nhất trong 4 phân khu theo diện tích và giám sát mọi hoạt động trong khu San Fernando Valley. Phân khu có 7 đơn vị tuần tra và 1 đơn vị giao thông với nhiệm vụ xử lý tai nạn và thông báo trát hầu tòa/nộp phí phạt.
Đơn vị Mission
Đồn Mission là lực lượng cảnh sát cộng đồng từ năm 2005. Đây là đồn đầu tiên mới được thành lập sau hơn một phần tư thế kỷ. Khu Mission nằm ở nửa phía Đông khu Devonshire cũ và nửa phía Tây khu Foothill tại ‘’San Fernando Valley’’, bao gồm Mission Hills và thành phố Panorama.
Đơn vị Devonshire
Đồn Devonshire chịu trách nhiệm cho phần Tây Bắc của San Fernando Valley, bao gồm nhiều phần của Chatsworth và Northridge.
Đơn vị Foothill
Đồn Foothill tuần tra một số phần của San Fernando Valley bao gồm Sun Valley và Crescenta Valley.
Đơn vị Bắc Hollywood
Đồn Bắc Hollywood chịu trách nhiệm cho thành phố Studio và vùng Bắc Hollywood.
Đơn vị Van Nuys
Đồn Van Nuys phục vụ tại khu Van Nuys.
Đơn vị Tây Valley
Đồn Tây Valley nhận trách nhiệm một số phần tại San Fernando Valley, bao gồm một số khu tại Northridge và Reseda.
Đơn vị Topanga
Đồn Topanga là lực lợng cảnh sát cộng đồng bắt đầu hoạt động từ năm 2009. Đồn chịu trách nhiệm nhiều nơi tại San Fernando Valley bao gồm Woodland Hills và Canoga Park.

#### Điều hành – Phân khu Tây
Phân khu Tây hoạt động phủ khắp các khu vực nổi tiếng của Hollywood, trong đó có Hollywood, Westwood, khu vực Hollywood Hills, UCLA và khu Venice, nhưng nó không bao gồm khu Beverly Hills và khu Santa Monica, vì những nơi này tách biệt khỏi thành phố Los Angeles và có lực lượng cảnh sát của riêng mình. Phân khu Tây có 5 đội tuần tra và 1 đội giao thông để xử lý các vấn đề liên quan.
Đơn vị Hollywood
Đồn Hollywood là lực lượng cảnh sát cộng đồng tại khu Hollywood bao gồm Hollywood Hills, Đại lộ Hollywood và Sunset Strip.
Đơn vị Wilshire
Đồn Wilshire là lực lượng cảnh sát cộng đồng ở khu Mid-Wilshire "Miracle Mile", bao gồm phố Hàn Quốc, Mid-City, Carthay và hạt Fairfax.
Đơn vị Pacific
Đồn Pacific là lực lượng cảnh sát cộng đồng tại khu Tây Los Angeles, gồm có Venice Beach, Venice và Playa del Rey. Các sĩ quan cảnh sát tại đây thường phối hợp công tác với an ninh sân bay Los Angeles tại Phi trường quốc tế Los Angeles. Đơn vị Pacific từ được gọi là ‘’Đơn vị Venice’’.
Đơn vị Tây Los Angeles
Đồn Tây Los Angeles là lực lượng cảnh sát phục vụ tại phần phía Bắc của khu Tây Los Angeles. Cộng đồng trong vòng tuần tra gồm Pacific Palisades, thành phố Century, Brentwood, Westwood, Tây Los Angeles và Cheviot Hills. UCLA và hãng Twentieth Century Fox đều nằm ở đây.
Đơn vị Olympic
Đồn Olympic là lực lượng cảnh sát tại khu Olympic, được mở vào ngày 4 tháng 1 năm 2009. Phân khu này là phân khu nhỏ của Đơn vị Hollywood, bao gồm nhiều phần của đơn vị Rampart và Wilshire. Đơn vị phủ trên diện tích 16 km2 Mid-City, bao gồm phố Hàn Quốc và bộ phận tại Miracle Mile, với dân số là 200,000 người. Đồn được xây dựng trên khu đất 5,000 m2 tại góc Đông Nam của Đại lộ Vermont và đường Eleventh gồm 293 sĩ quan. Tòa nhà xây dựng hết US$34 triệu.

### Văn phòng Chiến dịch Đặc biệt

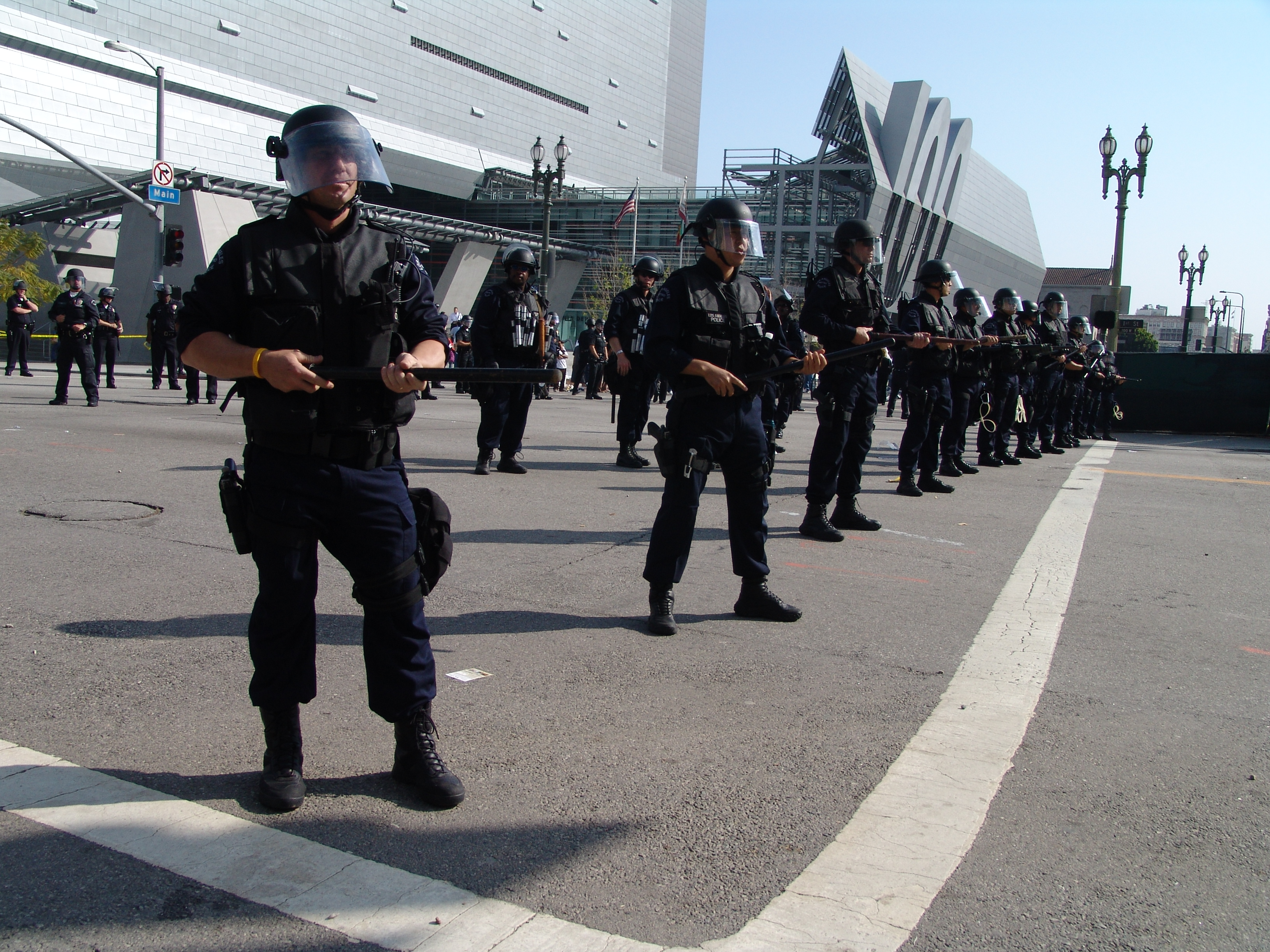
Cuộc diễu hành ngày 1 tháng 5

Văn phòng Chiến dịch Đặc biệt là phòng mới thiết lập vào năm 2010. Đứng đầu là Chỉ huy trưởng, phòng bao gồm đơn vị Quản lý Tài sản, đơn vị Trại giam, vụ Thanh tra và vụ Chống khủng bố và Chiến dịch Đặc biệt.

#### Vụ Thanh tra
Vụ Thanh tra bao gồm một số đơn vị và bộ phận có trách nhiệm điều tra tội phạm, và phải báo cáo về cho Giám đốc của Văn phòng Chiến dịch Đặc biệt.
- Bộ phận Phân tích điều tra
- Đơn vị điều tra kỹ thuật cao
- Đơn vị phòng chống Án mạng-Cướp giật
- Đơn vị phòng chống Tội phạm kinh tế
- Đơn vị Hỗ trợ Thanh tra -Đơn vị giám định tâm thần Sở cảnh sát thành phố Los Angeles- Đơn vị Quản lý Mối đe dọa Sở cảnh sát thành phố Los Angeles
- Đơn vị đặc trách trẻ vị thành niên
- Đơn vị phòng chống Ma túy và Băng đảng

#### Vụ Chống khủng bố và Chiến dịch đặc biệt
Vụ Chống khủng bố và Chiến dịch đặc biệt hỗ trợ cho Sở cảnh sát thành phố Los Angeles tài liệu chiến thuật đặc biệt trong những hoạt động tuần tra thường nhật, những tai nạn bất thường và đặc biệt là những trường hợp gây rối nghiêm trọng và trong những điều kiện mối đe dọa cao về khủng bố.
Vụ Chống khủng bố và Chiến dịch đặc biệt được tổ chức từ sự sáp nhập của Vụ Chống khủng bố và Tình báo tội phạm với Vụ Chiến dịch đặc biệt năm 2010.
Cấu trúc của Vụ Chống khủng bố và Chiến dịch đặc biệt.
- Đơn vị phòng chống tội phạm nghiêm trọng
- Đơn vị dịch vụ khẩn cấp
- Đơn vị hỗ trợ trên không
- Đơn vị Chiến dịch khẩn cấp
- Đơn vị phụ trách trung tâm thành phố
  - Trung đội A – Quản lý và lên kế hoạch chiến dịch
  - Trung đội B và C – Ngăn chặn tội phạm
  - Trung đội D – Lực lượng Cảnh sát cơ động và chiến lược (S.W.A.T)
  - Trung đội E – Đơn vị ngựa
  - Trung đội K-9 – Đơn vị cảnh khuyển

### Văn phòng các công tác Hành chính
Văn phòng các công tác Hành chính là phòng mới lập năm 2010. Đứng đầu là Chỉ huy trưởng, gồm phòng Công tác Khoa học hành vi, đơn vị Giám định Sử dụng vũ lực, vụ Khoa học thông tin, vụ Dịch vụ hành chính và vụ Huấn luyện và Nhân sự.

## Cấu trúc cấp bậc và quân hàm

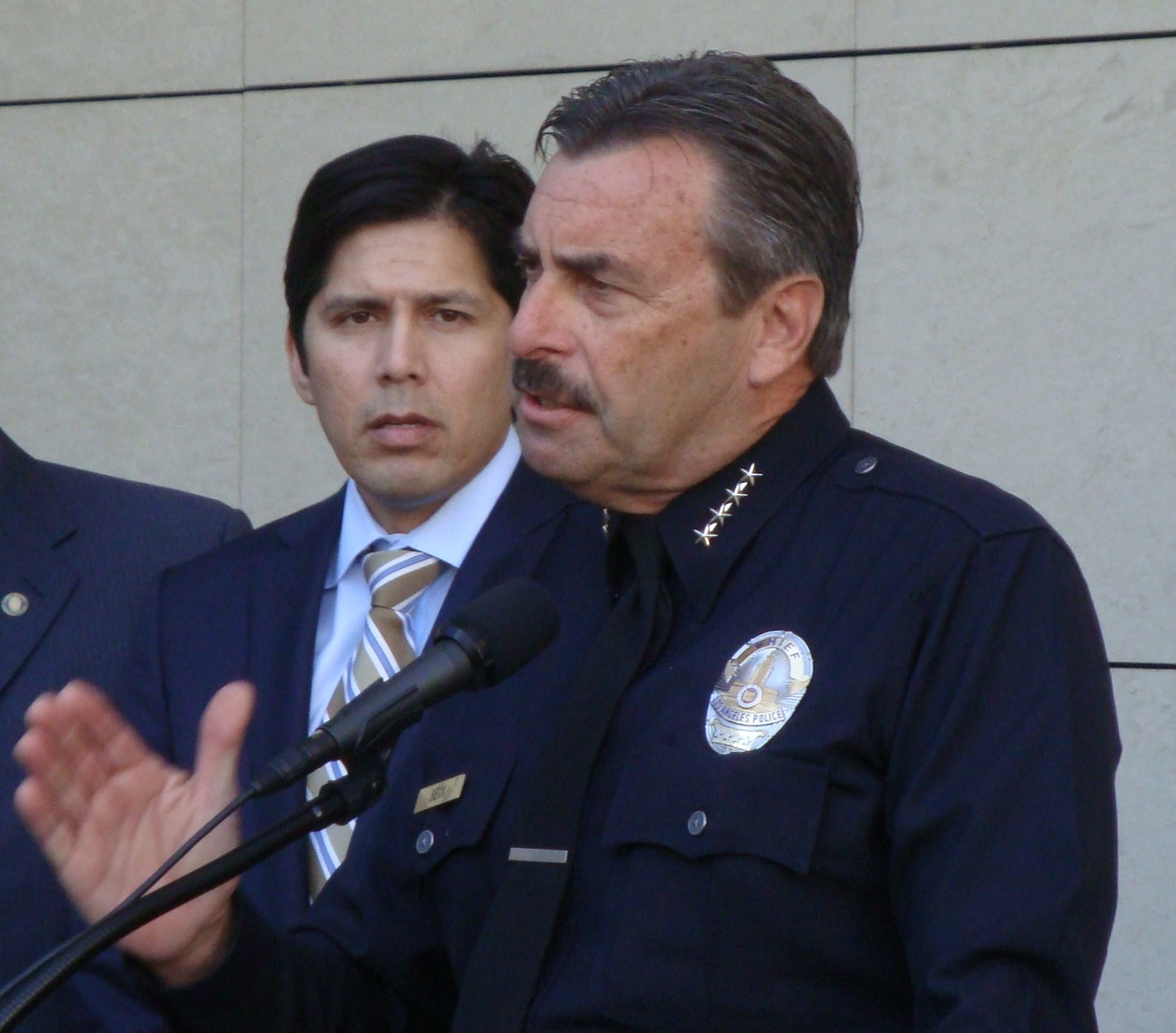
Cảnh sát trưởng Charles Beck năm 2011

| Cảnh sát cấp cao                                         | Quân hàm |
| -------------------------------------------------------- | -------- |
| Cảnh sát trưởng                                          |          |
| Trợ lý cảnh sát trưởng                                   |          |
| Phó cảnh sát trưởng                                      |          |
| Chỉ huy trưởng                                           |          |
| Đại úy cấp III Đại úy cấp II Đại úy cấp I                |          |
| Trung úy cấp II Trung úy cấp I                           |          |
| Quân hàm kim loại mang trên cổ áo và ở vai trong áo vét. |          |

| Sĩ quan                             | Quân hàm      | Thanh tra                   | Quân hàm                    |
| ----------------------------------- | ------------- | --------------------------- | --------------------------- |
| Trung sĩ cấp II                     |               | Thanh tra cấp III           |                             |
| Trung sĩ cấp I                      |               | Thanh tra cấp II            |                             |
| Sĩ quan cấp III+I                   |               | Không có cấp hàm tương đồng | Không có cấp hàm tương đồng |
| Sĩ quan cấp III                     |               | Thanh tra cấp I             |                             |
| Sĩ quan cấp II Sĩ quan cấp I        | Không cấp hàm | Không cấp hàm               | Không cấp hàm               |
| Quân hàm được thêu ống tay áo trên. |               |                             |                             |

## Phần thưởng, tuyên dương, biểu dương và huy chương trong Sở cảnh sát Los Angeles
Sở trao tặng huân chương cho các cá nhân có sự cống hiến xứng đáng. Danh sách các huân chương:

### Huân chương Dũng cảm
- Medal of Valor

‘’Medal of Valor’’ là phần thưởng cao quý nhất, bày tỏ lòng dũng cảm, trao cho cảnh sát có thành tích xuất sắc, mạo hiểm mạng sống vì nhiệm vụ.
- Liberty Award:

Liberty Award là huân chương dũng cảm, được trao cho cảnh sát bị giết hay bị trọng thương trong lúc làm nhiệm vụ. Huân chương này sẽ được nhận cùng Medal of Valor.
- Police Medal for Heroism:

The Police Medal là huân chương của hành động anh hùng trong nhiệm vụ, do được gọi hay do tình nguyện làm nhiệm vụ, bắt buộc phải có Medal of Valor.
- Police Star:

Police Star là phần thưởng cho sự dũng cảm dành cho cảnh sát có kỹ năng tác chiến linh động và thể hiện tốt để vô hiệu hóa một tình thế nguy hiểm hay đầy căng thẳng.
- Police Life-Saving Medal:

The Police Life-Saving Medal là phần thưởng cho sự dũng cảm, được trao cho cảnh sát giải cứu hoặc cố giải cứu đồng đội đang gặp nguy hiểm.

### Phục vụ
- Police Distinguished Service Medal[56]

- Police Meritorious Service Medal[56]

- Police Meritorious Achievement Medal[56]

- Police Commission Distinguished Service Medal[56]

- Community Policing Medal[56]

- Human Relations Medal[56]

### Tuyên dương đơn vị
- Police Commission Unit Citation[56]

- Police Meritorious Unit Citation[56]

### Ruy băng
- 1984 Summer Olympics Ribbon:

Trao cho sĩ quan cảnh sát trong kỳ Olympic mùa hè năm 1984.
- 1987 Papal Visit Ribbon:

Trao cho sĩ quan cảnh sát trong kỳ bảo vệ Giáo hoàng Gioan Phaolô II năm 1987.
- 1992 Civil Disturbance Ribbon:

Trao cho sĩ quan cảnh sát trong kỳ Nổi loạn Los Angeles 1992.
- 1994 Earthquake Ribbon:

Troa cho sĩ quan cảnh sát phục vụ trong trận động đất Northridge 1994.
- Reserve Service Ribbon:

Trao cho sĩ quan có 4000 giờ phục vụ.

## Nhân sự

### Giới hạn

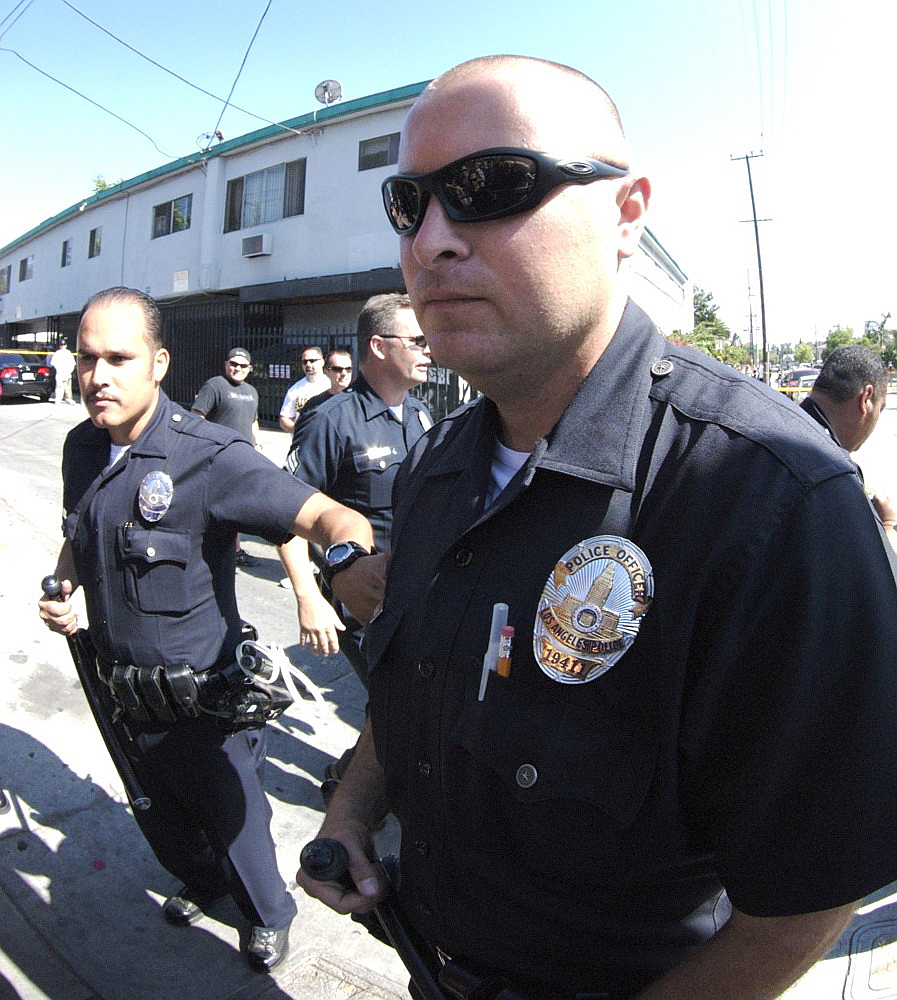
Sĩ quan cảnh sát Los Angeles

Sở cảnh sát thành phố Los Angeles đã trải qua thời kì tinh giảm ngân sách cũng như nhân sự vài năm gần đây. So với những thành phố lớn khác tại Mỹ, Los Angeles có tỷ lệ sĩ quan cảnh sát trên dân số thuộc hàng thấp nhất. Cựu Cảnh sát trưởng William J. Bratton từng cho rằng quân số là ưu tiên hàng đầu của ông khi ông tuyên bố ‘’Hãy cho tôi thêm 4,000 quân, tôi sẽ biến Los Angeles thành thành phố an toàn nhất thế giới.’’
Tỷ lệ sĩ quan cảnh sát trên dân số là 1 cảnh sát cho 426 dân, trong khi đó Thành phố New York có 1 cảnh sát trên 228 dân. Để có tỷ lệ như New York, Los Angeles sẽ cần thêm 17,000 cảnh sát nữa.

### Phân biệt chủng tộc và cơ cấu giới
Trong suốt chiều dài lịch sử của L.A.P.D, Sở có tỷ lệ nhân viên da trắng rất cao (80% vào năm 1980), và rất nhiều nhân viên là người ngoài thành phố. Một cuộc khảo sát của Đại học Los Angeles-California năm 1994, 80% nhân viên cảnh sát sống bên ngoài thành phố.
Năm 2002, phụ nữ phục vụ trong ngành tăng lên 18.9%. Phụ nữ ngày càng giành được nhiều sự thăng tiến trong sự nghiệp kể từ sau vụ kiện của Fanchon Blake. Sĩ quan nữ có cấp hàm cao nhất đến hiện giờ là Trợ lý Cảnh sát trưởng Sharon Papa. Trưởng Cảnh sát Papa hiện đang là chỉ huy tại Phân khu Valley.
Theo số liệu của Bộ Tư pháp Hoa Kỳ năm 2000, L.A.P.D có 82% là nam, 46% là Mỹ da trắng, 33% có gốc Mỹ La-tin, 14% gốc Phi và 7% gốc Á.

### Môi trường làm việc
Nhân viên cảnh sát tuần tra LAPD có lịch làm việc là 3 ngày với 12 tiếng và 4 ngày với 10 tiếng trong 1 tuần. Sở có hơn 250 loại nhiệm vụ, mỗi sĩ quan cảnh sát bắt buộc phải hoàn thành hết các loại đó sau 2 năm làm việc. L.A.P.D buộc sĩ quan của mình phải làm việc theo cặp, không như những vùng phụ cận thành phố vốn 1 sĩ quan chỉ đi tuần một mình để tăng sự hiện diện của cảnh sát và cho phép số lượng cảnh sát nhỏ có thể tuần tra khu vực lớn.
Vào đầu năm 2007, một nhân viên mới vào làm có thể kiếm được tiền vào khoảng US$5,000 đến US$10,000. Nếu ký vào hợp đồng, họ sẽ được trả phân nửa sau khi tốt nghiệp và phân nửa sau khóa tập sự. Bên cạnh, họ sẽ được hỗ trợ thêm US$2,000 tiền thuê nhà cho ứng viên ở xa. Trong tháng 7 năm 2009, nhân viên tập sự sẽ có mức lương khởi điểm là US$56,522–US$61,095 tùy vào bằng cấp của họ, và họ có thể có lương đầy đủ trong ngày đầu ở trường huấn luyện.
Năm 2010, lương cơ bản cho nhân viên có bằng trung học là US$45,226. Nếu ứng viên đã hoàn thành 60 tín chỉ đại học, và có số điểm trung bình trên 2.0 hoặc cao hơn thì lương sẽ là US$47,043. Nếu ứng viên có bằng Cử nhân(hệ 4 năm) thì lương sẽ là US$48,880.

#### Mặt đất

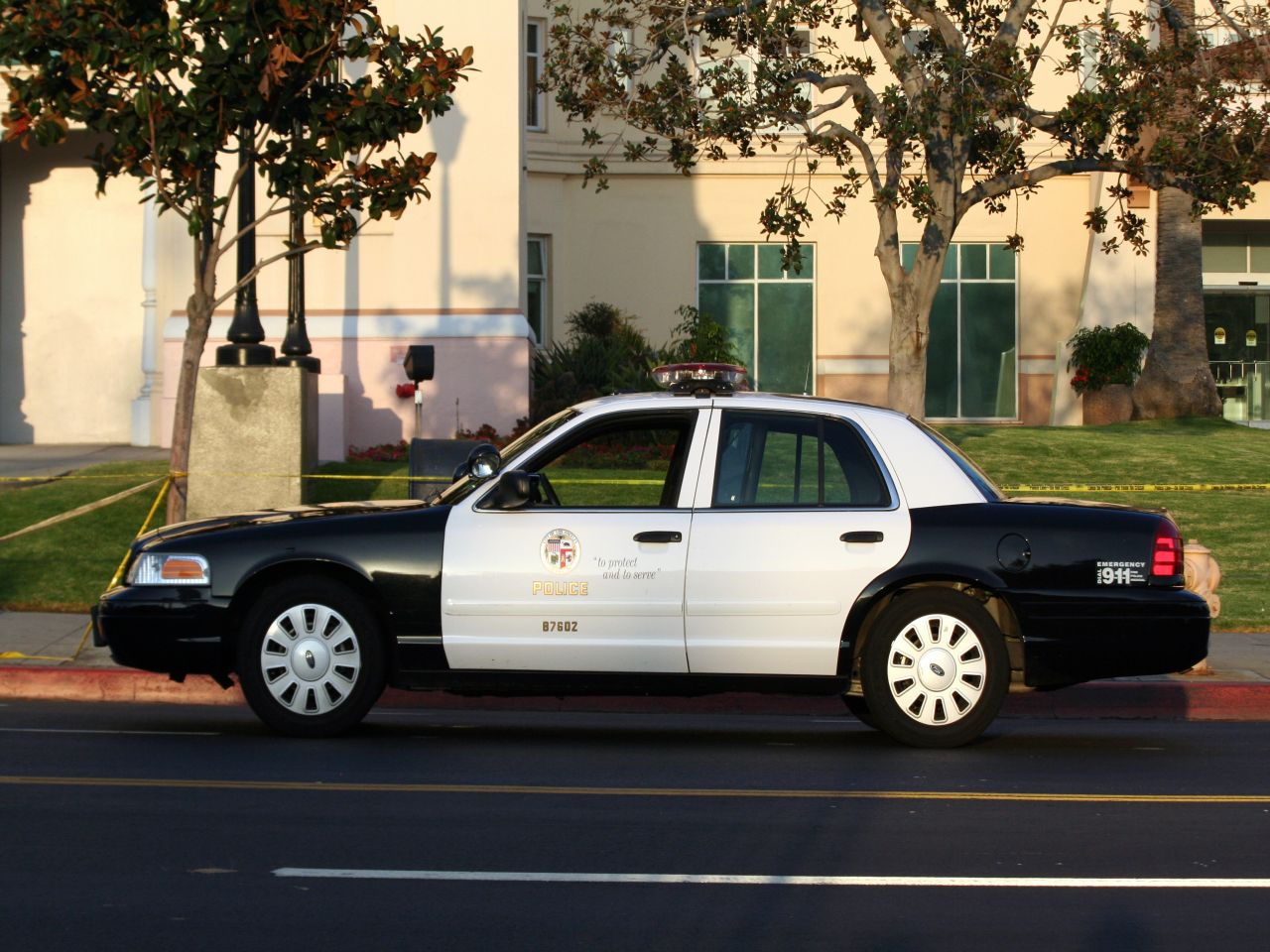
Xe tuần tra của cảnh sát Los Angeles